# 李亨雨
李 亨雨（이형우、イ・ヒョンウ、Lee Hyeong Woo、1904年? - 没年不詳）は、大韓民国の教育者。普成専門学校（現・高麗大学校）教授、国学学校副校長、朝鮮大学既成会理事長、朝鮮法学専門学館学長、同徳女子中学校（現・同徳女子大学校）教諭。

## 人物・経歴
大韓民国忠清北道鎮川郡出身。仏教徒。日本へ留学し、1927年3月、立教大学文学部英文学科卒業。立教では金尚鎔（後の梨花女子大学校教授・英文学者、江原道知事）、花房満三郎（後の文藝春秋編集長）の同級生。
帰国した後、ソウルの同徳女子中学校（現・同徳女子大学校）教諭を経て、普成専門学校（現・高麗大学校）教授に就任。
その後、日立工務店に取締役として勤務。
1945年8月、日本からの解放後、国学学校副校長などを歴任したのち、朝鮮大学既成会理事長、朝鮮法学専門学館学長を務めた。